# Radio Belgique
Radio Belgique was, aanvankelijk onder de naam Radio Bruxelles, de eerste Belgische radio-omroep in 1923. Het radiostation was een realisatie van SBR, een fabrikant van radiotoestellen. Radio Belgique was gevestigd in de Union Coloniale in de Stassartstraat te Elsene.
Radio Bruxelles was een Franstalige zender en ging voor de eerste keer officieel de ether in op 23 november 1923. Reeds op 1 januari 1924 werd de naam veranderd in Radio Belgique. De redactie stond onder de leiding van Théo Fleischman die werkte met de journalisten Carl Goebel en André Guery. De directie was in handen van Marcel Van Soust de Borckenfeldt. Op 1 november 1926 werd het eerste radiojournaal voorgelezen, wat in die tijd als concurrentie voor de kranten werd beschouwd.
In 1930 kwam er een einde aan dit radiostation door faillissement en de oprichting van het NIR. Het werd een openbare omroep die startte onder de leiding én met de technische diensten van Radio Belgique. Marcel Van Soust de Borckenfeldt werd de directeur-generaal van het NIR. Théo Fleischman nam er het Franstalige gedeelte van de redactie voor zijn rekening, Gust De Muynck het Nederlandstalige. Tijdens de Tweede Wereldoorlog kwam de naam Radio Bruxelles terug in de ether. Vanuit het Flageygebouw diende het nu als Franstalige tegenhanger van Zender Brussel, een propagandakanaal voor het nationaalsocialistische gedachtegoed in België.
Het NIR werd in 1960 opgesplitst in de BRT voor Vlaanderen en de RTB in Wallonië. De benaming BRT werd nadien veranderd in BRTN en nog later in VRT. De benaming RTB werd in 1977 veranderd in RTBF.